# Schlacht bei Pułtusk (1806)
Schleiz – Saalfeld – Jena und Auerstedt – Lübeck – Großpolen – Czarnowo – Golymin – Pułtusk – Dirschau –  Allenstein – Preußisch Eylau – Ostrolenka – Stolp – Danzig – Kolberg – Guttstadt –Heilsberg – Friedland
Die Schlacht bei Pułtusk am 26. Dezember 1806 war eine Auseinandersetzung im 4. Koalitionskrieg auf dem Territorium Neuostpreußens. Die in Preußen als Verbündete einmarschierten russischen Truppen unter General Levin August von Bennigsen konnten die französische Armee unter Marschall Jean Lannes am Übergang über den Narew hindern.
Die Franzosen versuchten, die auf den Anhöhen links des Narew verschanzten Russen zu vertreiben. Dies gelang ihnen trotz größerer Verluste nicht. Gegen Nachmittag hatten die Franzosen nur geringfügige Geländegewinne gemacht und das Dorf Mosin eingenommen. Die russischen Truppen zogen sich daraufhin zurück.

## Vorgeschichte
Kaiser Napoleon hatte die preußische Armee geschlagen, sah sich in Ostpreußen den Russen gegenüber und wollte sofort angreifen. Am 22. November 1806 hatte Feldmarschall Graf Michail Kamenski den Oberbefehl der russischen Armee übernommen. Als dieser bereits altersschwache Feldherr bei der Armee am Narew eintraf, war er fast erblindet und im Charakter seiner Befehle sehr widersprüchlich. Da die französische Armee aber immer näher heranrückte, war Kamenski gezwungen, für seine geteilte Armee sofortige Maßnahmen zu treffen. Auf seinen Befehl wurde das nach Strzegocin vorgeschobene Korps Bennigsen wieder zurückgerufen, während Graf von Buxhoeveden zum Schutz der Nordflanke die 7. Division (Tutschkow) nach Gołymin und die 5. Division (Dochturow) nach Maków vorgehen sollte. Kamenski wollte dann sämtliche Kräfte bei Pultusk versammeln, um Napoleon eine Schlacht zu liefern. Kurz vor der Schlacht gab er dann den verwirrenden Befehl zum allgemeinen Rückzug und verließ seinen Posten. Zudem hatte er den rangältesten General Buxhoeveden zum Nachfolger bestimmt, dessen Truppen aber mehrere Tagesmärsche entfernt lagen. Napoleon verstand die Gründe für die russischen Bewegungen nicht und vermutete, dass der russische Gegner eine Falle vorbereitete, und hielt am Ende an seinen geplanten Vorstoß zu Narew fest.

## Schlachtverlauf

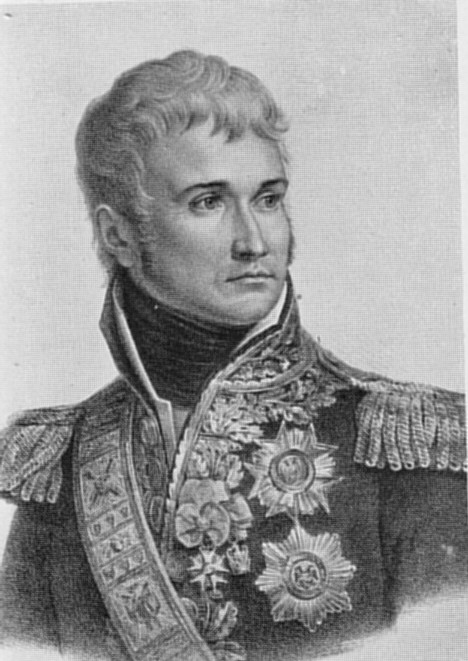
Jean Lannes

Bennigsen hatte den Oberbefehl übernommen und führte seine Armee entlang der Straße Pułtusk – Gołymin zurück und bezog Stellung auf den nordwestlichen Anhöhen der Stadt. Der rechte Flügel – das Korps Barclay de Tolly lagerte im Wald und beim Dorf Mosin, um die Straße nach Gołymin zu decken. Der linke Flügel, das Korps des Generals Karl Gustav von Baggehufwudt bezog südlich der Hauptmacht an der Brücke über den Narew Stellung. Zwischen Barclay und Baggehufwudt standen noch einige Kavallerieverbände.
Das französische 5. Korps des Marschall Lannes hatte den Auftrag, den Narew bei Pułtusk zu überqueren. Lannes stieß bald auf russischen Verbände, unterschätzte aber deren Stärke, da er ihre Hauptmacht nicht ausmachen konnte. Die Franzosen griffen die vorne eingesetzte Kavallerie an und drängten sie auf die Hauptmacht zurück. Die links eingesetzte Division unter General Suchet griff das Korps unter Barclay de Tolly an, mit der Absicht die ihm sichtbare russische Rechte zu umfassen. Ungefähr um 11 Uhr rückte auch die französische rechte Flanke gegen Baggehufwudt vor. Baggehufwudt wich trotz Artillerieunterstützung zurück und das französische Zentrum konnte vorrücken, um Baggehufwudt von der Flanke anzugreifen. Durch dieses Manöver setzten sich die Franzosen aber einer Attacke der russischen Kavallerie aus, die in einem plötzlich einsetzenden Schneesturm stattfand. Der französischen Infanterie gelang es im folgenden Handgemenge, die russischen Truppen zurückzuwerfen. Der nun folgende Versuch der französischen Kavallerie vorzurücken, wurde durch genaues Artilleriefeuer der russischen Hauptmacht vereitelt.
Zur gleichen Zeit griff Suchets Division die gegnerischen Truppen unter Barclay erfolgreich im Wald von Mosin an. Die russischen Truppen zogen sich aus dem Gehölz zurück und verloren dabei eine Geschützbatterie. Die eintreffende Reserve Barclays konnte die Franzosen wiederum zurückwerfen und die Geschütze zurückerobern.

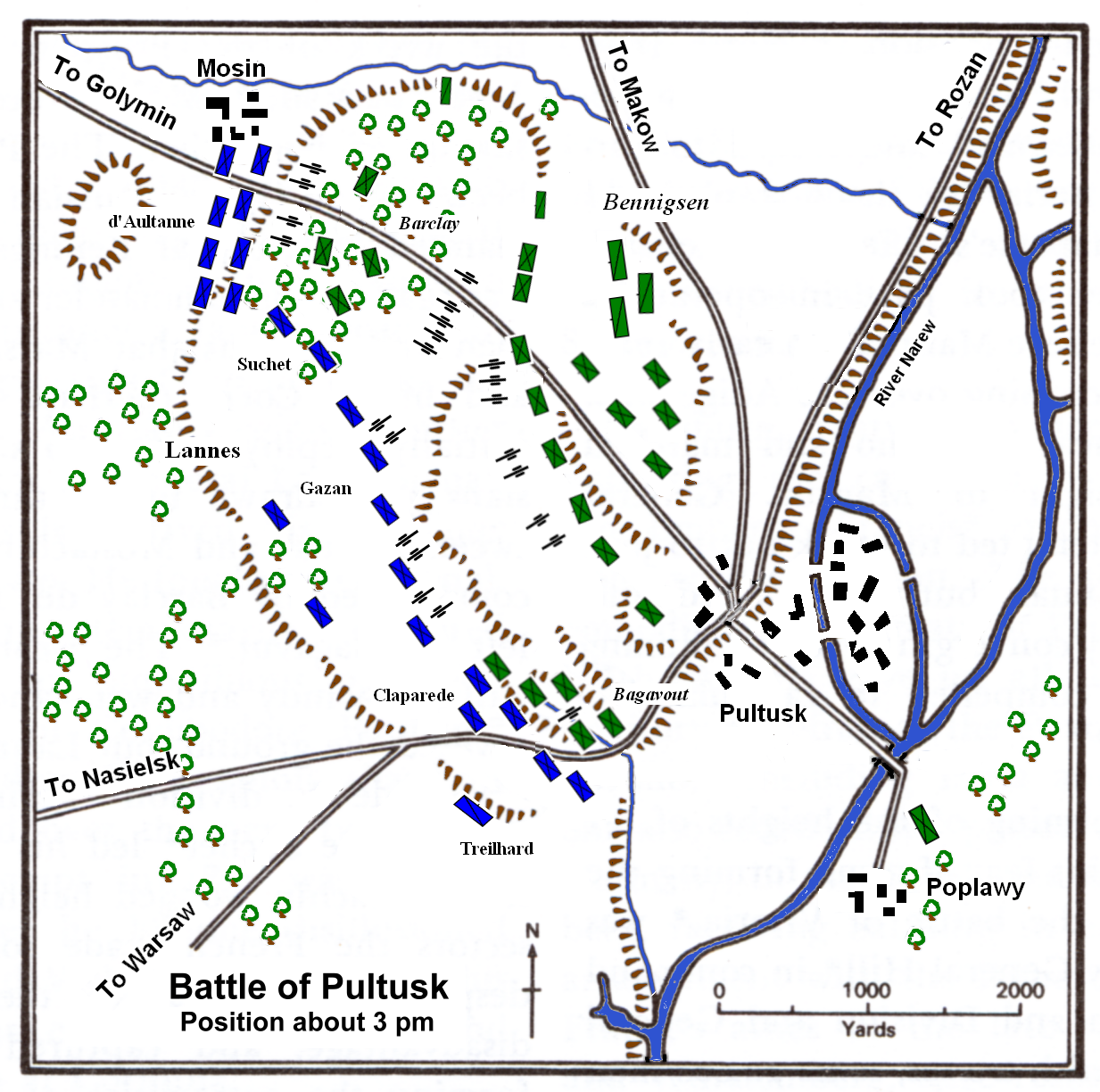
Schlachtordnung am Nachmittag

Inzwischen rückten die französischen Divisionen unter Gazan und Claparede im Zentrum weiter vor und die zurückgeworfene russische Kavallerie musste sich hinter die russische Hauptmacht zurückziehen. Dieses eher zufällige Manöver ermöglichte hingegen freies Schussfeld für der Hauptmacht vorgelagerte russische Batterien, welche die Franzosen unter schweres Feuer nahmen.
Am frühen Nachmittag wurde die französische Position nahezu unhaltbar. Während die russischen Truppen ihre Stellungen behaupteten, standen die französischen Truppen im Zentrum unter schwerem Artilleriefeuer. Auch im Mosiner Wald mussten Suchets Truppen unter gegnerischem Druck langsam zurückweichen.
Der französische Rückzug schien unvermeidbar, als von Lannes unerwartet von der Straße nach Gołymin Verstärkungen das Schlachtfeld erreichten. Die 3. Division Gudin aus Marschall Davouts 3. Korps, befohlen von seinem Stabschef Joseph Daultanne, hatte anfangs den Auftrag gehabt, in die Lücke der russischen Truppen vorzustoßen, welche sich auf Pułtusk zurückzogen. Nach unerwarteter Feindberührung kam er aber nicht weiter und bereitete seine Verbände auf die Nacht im Biwak vor. Als Daultanne die Geräusche des Kampfes rechts von sich vernahm, ließ er seine Männer aber sofort in Richtung Pułtusk marschieren und griff beim Dorf Mosin in den Kampf ein. Barclay de Tolly, der die Truppen anrücken sah, zog sich in den Mosiner Wald zurück. Bennigsen verstärkte Barclay de Tolly mit zwei Infanterieregimentern und einigen Eskadronen Kavallerie und ließ die Artillerie auf den feindbesetzten Wald feuern. So konnte Barclay zum Gegenangriff übergehen. Die Franzosen zogen sich erneut zum Dorf Mosin zurück.
Durch die unerwartete Entlastung im Zentrum konnten die französischen Truppen im Süden auch gegen die Russen unter Baggehufwudt vorgehen. Dessen südliche Flanke wurde durch die Kavalleriedivision unter Treilhard umgangen, einige russische Geschütze wurden eingebracht. Generalleutnant Graf Ostermann-Tolstoi, der das Kommando über den linken Flügel übernommen hatte, führte den Gegenangriff; 20 Schwadronen mit einer reitenden Batterie folgten diesem Angriff der Infanterie. Der Vorstoß warf die Franzosen wieder zurück, wobei auch die erbeuteten Geschütze wieder verloren gingen. Der Abend beendete die Kämpfe, die französischen Truppen befanden sich wieder in ihrer Ausgangsstellung vom Morgen.

## Ergebnisse
Während der folgenden Nacht zog sich Bennigsen zurück, um am 27. Dezember nach Różan entlang des Ostufer des Narew zu ziehen. Lannes’ Truppen waren nicht in der Lage, Bennigsen zu verfolgen, besetzten aber am 28. Dezember Pułtusk. Die Schlacht diente mehr dem gegenseitigen Abtasten und war so kaum kriegsentscheidend.